# 徐洋 (1979年)
徐洋（1979年6月5日—）是中国职业足球运动员，司职后卫。
徐洋出身于沈阳的青少年训练系统，1999年进入一线队，之后逐渐占据主力位置，2007年随俱乐部搬迁到长沙。2008年，他加盟上海申花，也是申花该赛季清洗了数十名球员后引进的唯一一位国内球员。尤其原主力左后卫孙祥租借到奥地利联赛后，徐洋获得了一定出场机会，但是由于年龄及能力等原因，最终未能占据主力位置，2010年未能进入一线队名单。